# Erythrites jacksoni
Erythrites jacksoni är en spindeldjursart som beskrevs av Ronald Vernon Southcott 1988. Erythrites jacksoni ingår i släktet Erythrites och familjen Erythraeidae. Inga underarter finns listade i Catalogue of Life.